# (10387) Bepicolombo
(10387) Bepicolombo es un asteroide perteneciente al cinturón de asteroides, descubierto el 18 de octubre de 1996 por Piero Sicoli y el también astrónomo Francesco Manca desde el Observatorio Astronómico de Sormano, Sormano, Italia.

## Designación y nombre
Designado provisionalmente como 1996 UQ. Fue nombrado Bepicolombo en honor al matemático italiano Giuseppe Colombo de la Universidad de Padua, hizo contribuciones fundamentales a la teoría de las resonancias, en particular con respecto a los huecos de Kirkwood y la rotación de Mercurio.

## Características orbitales
Bepicolombo está situado a una distancia media del Sol de 2,686 ua, pudiendo alejarse hasta 3,120 ua y acercarse hasta 2,253 ua. Su excentricidad es 0,161 y la inclinación orbital 12,67 grados. Emplea 1608 días en completar una órbita alrededor del Sol.

## Características físicas
La magnitud absoluta de Bepicolombo es 13,5.